# Posseska regementet
Posseska regementet var ett svenskt värvat infanteriregemente som verkat under många namn och som sattes upp i Stralsund den 6 mars 1749 av Mauritz Posse, som också var dess förste chef.

## Historia
Regementet sattes upp i Stralsund av Mauritz Posse som ett värvat infanteriregemente. Det var i huvudsak garnisonsregemente i Stralsund, även om regementets livbataljon var förlagd 1754 till Malmö. Regementet indrogs 1766 och inkorporerades då i Blixenska regementet i Stralsund. Regementet bestod av totalt 8 kompanier.

## Förbandschefer
Nedan anges regementscheferna mellan 1749 och 1766.
- 1749-1760: Mauritz Posse
- 1760-1763: Carl Axel Hugo Hamilton
- 1763-1766: Johan Cronhielm

## Personer som tjänstgjort vid regementet
- Carl Axel Hugo Hamilton - överstelöjtnant vid regementet från dess bildande 1749
- Johan Leonard von Gröninger - kapten vid regementet från dess bildande 1749
- Georg Friedrich von Seitz - förare vid regementet, blev volontär redan 1750

## Uniform
Regementet hade uniformer  i färgställningen vitt, blått och gult. Byxor och väst var gula, rocken mörkblå med uppslag, passpoaler och revärer i vitt.